# Lommabukten

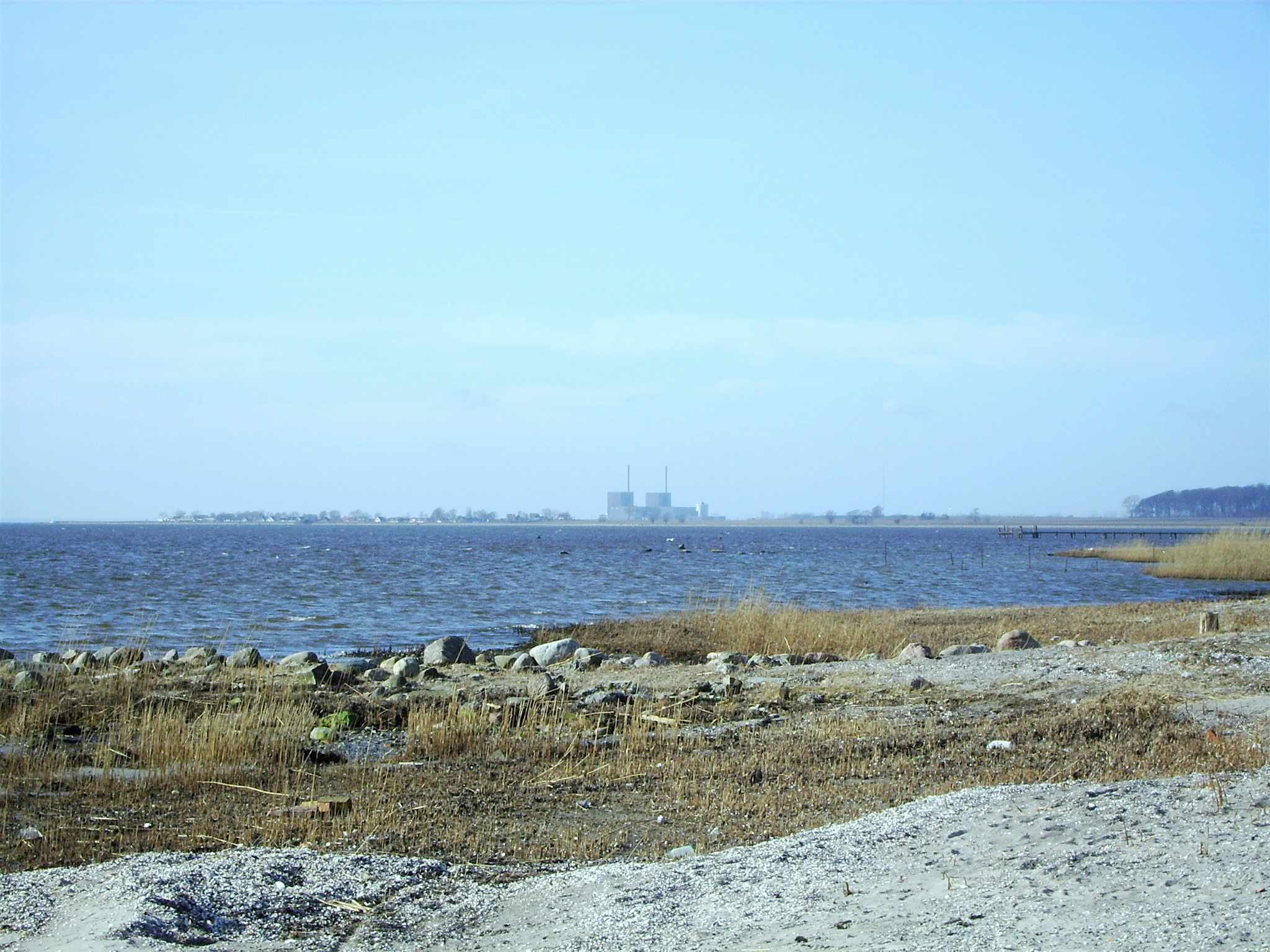
Lommabukten sedd från Bjärred mot Vikhög vid buktens norra ände. Anläggningen i bakgrunden är Barsebäcksverket.

Lommabukten är en bukt av Öresund, på Skånes västkust. Bukten ligger mellan Malmö i söder och Vikhög i norr (eller Barsebäckshamn, om Salviken inkluderas i Lommabukten). De mest kända platserna vid Lommabukten är Lomma, Bjärred och Habo Ljung. 

## Åmynningar
- Lödde å (Kävlingeån), mellan Vikhög och Bjärred
- Höje å, i Lomma
- Sege å, mellan Malmö och Arlöv

## Naturreservat
- Alkärret i Haboljung
- Bjärreds saltsjöbads naturreservat
- Flädierev
- Haboljungs fure
- Löddeåns mynning (norra)
- Löddeåns mynning (södra)
- Salvikens strandängar (vid Salviken)

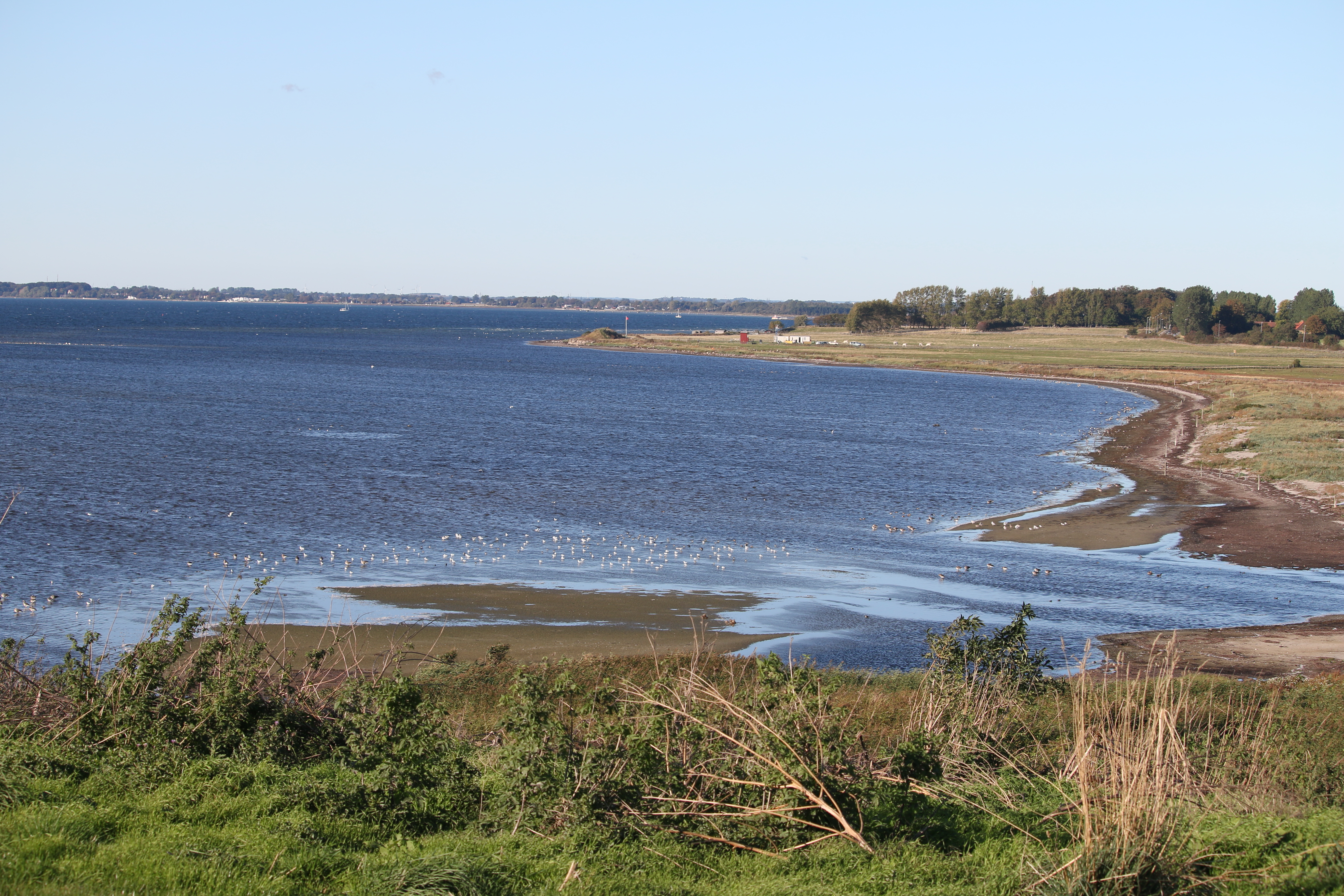
Lommabukten från Spillepengen vid buktens södra del.

- Strandhusens revlar
- Södra Lommabukten
- Öresundsparken, Lomma kommun